# نوبوهيرو ياماشيتا
نوبوهيرو ياماشيتا (باليابانية: 山下敦弘 ) (و. 1976  م) هو مخرج أفلام ياباني، ولد في آيتشي.

## التعليم
تعلم في جامعة أوساكا للفنون.

## أعماله

### أفلام
- نسيم لطيف على القرية (2007)

## وصلات خارجية
- نوبوهيرو ياماشيتا على موقع IMDb (الإنجليزية)
- نوبوهيرو ياماشيتا على موقع ألو سيني (الفرنسية)
- نوبوهيرو ياماشيتا على موقع أول موفي (الإنجليزية)
- نوبوهيرو ياماشيتا على موقع قاعدة بيانات الفيلم (الإنجليزية)
- نوبوهيرو ياماشيتا على موقع كينوبويسك (الروسية)